# 普罗维登斯河

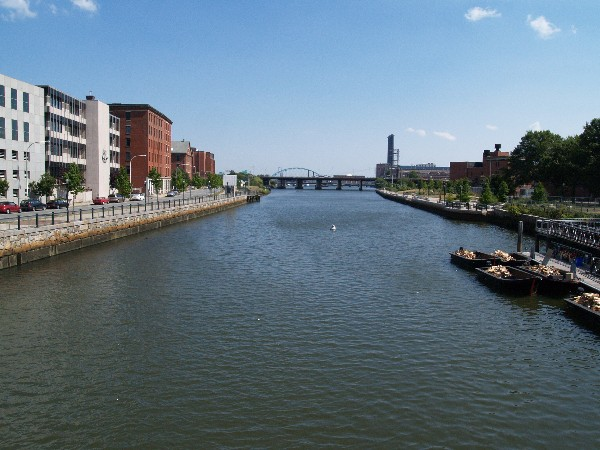
普罗维登斯河南望

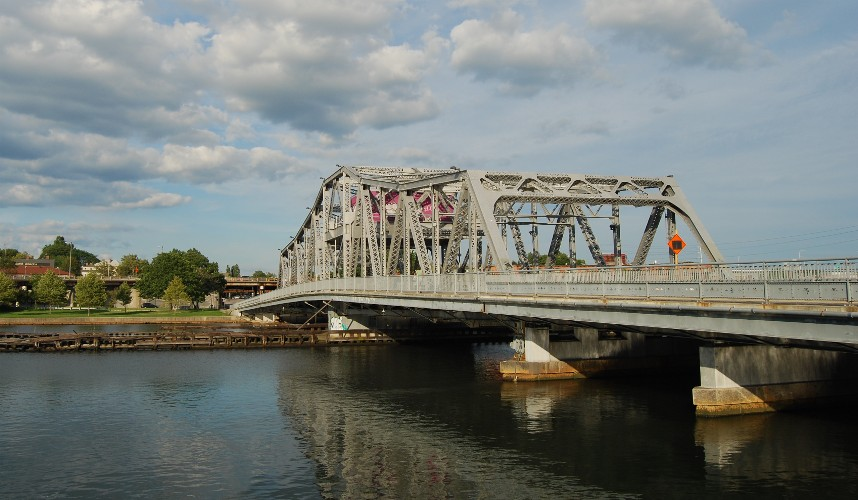
跨越普罗维登斯河的桥

普罗维登斯河（英語：Providence River）是美国羅德島州的一条潮河，长约13公里，流经普罗维登斯，沿河没有水坝。